# Paramount Network
Paramount Network (anteriormente Spike) es un canal de televisión por suscripción estadounidense propiedad de Paramount Skydance Corporation. Reemplazó la cadena conocida como Spike el 18 de enero de 2018.
La cadena se fundó originalmente como The Nashville Network (TNN) el 7 de marzo de 1983; inicialmente presentaba una programación que se enfocaba en la cultura de la música country, incluyendo variedad, música, actividades al aire libre y programación de carreras de autos (como los eventos de NASCAR events). TNN fue comprado por Gaylord Entertainment Company en 1987, que más tarde compró CMT en 1991; después de esta compra, la programación musical de TNN se cambió a CMT, dejando a TNN enfocarse en la programación de entretenimiento y estilo de vida. En 1995, TNN y CMT fueron adquiridos por Westinghouse/CBS, que fue adquirida por Viacom en 1999. Bajo la titularidad de Viacom, TNN había comenzado a dirigirse a un público más amplio en la demografía clave en lugar de a una audiencia principalmente sureña, con programación de entretenimiento general como películas, series de otras cadenas (como  CSI y la franquicia Star Trek), así como  roller derby y ECW wrestling. 
A partir de febrero de 2015 (cuando todavía se lo conocía como Spike), aproximadamente 93.4 millones de hogares en los Estados Unidos (80% de aquellos con televisión) reciben Paramount Network.

## Historia
El canal comenzó como The Nashville Networks (TNN) fundado por Gaylord Entertainment Company y Group W Satellite Comunications el 7 de marzo de 1983, en el año 2000, después de 16 años de transmisión, Viacom cambió de nombre al canal y lo renombró The National Network y lo realineó como un canal de interés general.   

Logo Spike desde 2006 hasta 2015.

Logo Spike desde 2015 hasta 2018.

TNN fue renombrado como Spike TV en 2003, a pesar de un breve pleito con el cineasta Spike Lee. A mediados del 2006, se cambió a “Spike”. En 2011 el canal comenzó a incorporar números programas de telerrealidad. Además, emitió combates desde 2015 hasta 2020, Spike volvió a incorporar series de ficción a partir del 18 de enero de 2018 pasara a llamarse Paramount Network.